# Guglielmo Raimondo V Moncada
Guglielmo Raimondo Moncada Esfonellar, conte di Adernò (1380 ca. – 1466), è stato un nobile, politico e militare italiano del XV secolo.

## Biografia
Nacque da Giovanni, conte di Adernò e da Andreana Esfonellar d'Aragona dei baroni di Avola. Nel 1451, sposò la nobildonna Diana Sanseverino Capece († ca. 1464) figlia di Tommaso conte di Marsico, da cui ebbe i figli Giovanni Tommaso e Andreana.
Inviato giovanissimo dal Conte di Adernò suo padre a Napoli, dove ricevette educazione presso la corte del re Alfonso V d'Aragona detto il Magnanimo, fu al servizio di questi nella guerra di successione al trono del Regno napoletano dal 1435 al 1442. Nel 1439, insieme con Raimondo de Boyl, trattò le condizioni della tregua con gli ambasciatori angioini a cui Re Alfonso dovette cedere Castelnuovo. Nel 1442, quando ormai Alfonso aveva già vinto, partecipò alla battaglia di Sessano, sopra Carpinone, contro Antonio Caldora che fu fatto prigioniero. L'anno successivo fu scelto come ambasciatore al re di Francia, Carlo VIII, per concordare le nozze del Duca di Calabria con una figlia del sovrano angioino.
Il Re aragonese nel 1454 lo nominò Gran Camerlengo e Gran Giustiziere del Regno di Sicilia, e nel 1455, lo scelse come ambasciatore del regno siculo presso lo Stato Pontificio, dove era stato eletto nuovo capo della Chiesa cattolica il diplomatico valenciano Alfonso de Borgia Cabanilles - già al servizio di Alfonso V - che assunse il nome di papa Callisto III. Alla morte del padre, prese possesso dei titoli e i feudi da questi posseduti in quanto primogenito, di cui ricevette investitura il 20 maggio 1454. In quello stesso anno, il Re Alfonso gli assegnò una rendita perpetua sui terraggi di Licata. Nel 1456, il Moncada acquistò per 24.000 fiorini la terra demaniale di Paternò, nel Val Demone e confinante con la Contea di Adernò, di cui ebbe il mero e misto imperio e ne assunse la signoria. 
Nel 1457, a capo di una galea partecipò alla spedizione contro la Repubblica di Genova. Morto il Re Alfonso V, il Conte Guglielmo Raimondo concluse la sua attività diplomatica a Roma, poiché il suo successore, il fratello Giovanni II d'Aragona, nel 1458 lo nominò capitano generale delle armi del Regno, e, con privilegio dato in Barcellona il 3 gennaio 1460 ed esecutoriato a Catania il 24 novembre 1461, ebbe confermate tutte le concessioni fatte dal suo predecessore, che derivavano dalle entrate sopra i caricatori del Regno, di Caltagirone e di Piazza. In seguito fu inviato nei territori del Regno di Napoli, dove gli fu data la carica di viceré della Valle Beneventana, del Principato Ultra e della Capitanata.
Dal 1462, il Conte di Adernò fu presidente del Regno di Sicilia, nonché in seguito viceré dell'isola.
Morta la consorte Diana, nel 1465 sposò in seconde nozze Bartolomea Colonna Romano figlia di Giovanni barone di Montalbano, da cui non ebbe prole. Morì nel 1466.